# Limmareds glasbruk

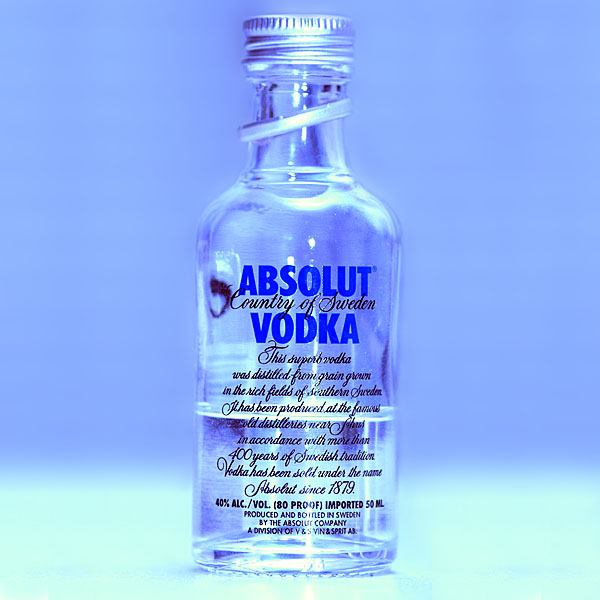
Flaska för Absolut vodka

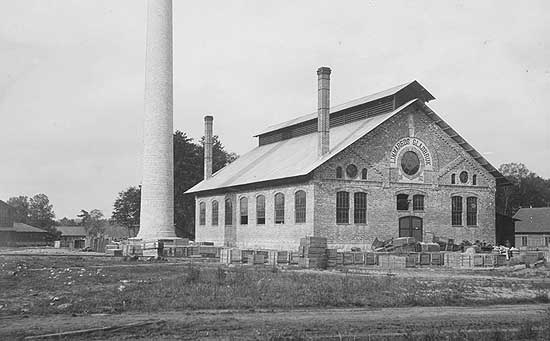
Limmareds glasbruk 1903

Limmareds glasbruk i Limmared är idag Sveriges äldsta glasbruk i drift, grundat 1740. Mest kända produkten idag är flaskor för Absolut Vodka.

## Historia
Grundare var överstelöjtnant Gustaf Rutensparre som anlade bruket på sitt säteri Limmareds, i Tranemo socken, ägor. Från början var produktionen främst inriktad mot enklare bruksföremål som flaskor, dricksglas och apoteksglas men redan 1744 anställdes en gravör och under 1700- och 1800-talet hade man en rik produktion av högklassigt servisglas. 
1847 lämnade Fredrik Brusewitz Eda glasbruk och tillträdde som förvaltare vid Limmareds glasbruk. Sedan glasbruket fått ekonomiska svårigheter ställde sig Brusewitz i spetsen för ett konsortium av köpare och övertog driften 1853. Från 1883 blev han ensam ägare av glasbruket. Sonen Carl Brusewitz var 1893–1900 disponent och därefter VD. Brusewitz var en förgrundfigur inom svensk glastillverkning och innehade flera ledande poster inom området.
I början av 1930-talet övergick bruket mer och mer till att producera buteljer och flaskor samt apoteksglas och produktionen av kristall och servisglas upphörde helt 1935. I slutet av 1940-talet var Erik Kistner delägare och tog initiativ till omfattande modernisering av glasbruket 1948–1950.
År 1955 upphörde den sista manuella tillverkningen och produktionen är numera helt automatiserad i fem produktionslinjer med två vannor (ugnar) i varje. Bruket köptes på 1960-talet av AB Plåtmanufaktur i Malmö. PLM under Knut Laurins ledning köpte vid samma tid upp Surte glasbruk, Årnäs glasbruk och Hammars glasbruk. Divisionsledningen för PLM-koncernens glasbruk placerades i Surte. I den nya divisionen delades tillverkningen upp mellan bruken och de fick specialisera sig inom olika tillverkningsområden.
Företaget har idag omkring 540 anställda. Lika stor som glastillverkningen är också brukets förädlingsverksamhet där olika typer av dekorering av flaskor utförs, till exempel screentryckning, bottentryckning, coating (målning) och mattetsning. Bruket tillverkar dagligen omkring 1,5 miljoner burkar och flaskor för sprit, livsmedel och medicin. Produktionen pågår dygnet runt 365 dagar om året. Mest kända produkten är flaskorna för Absolut vodka. PLM köptes 1999 av brittiska Rexam, som i sin tur 2007 sålde hela sin glasdivision (tolv bruk) till irländska Ardagh Glass.
Limmared är idag Sveriges enda kvarvarande förpackningsglasbruk.